# Кузяево (Некоузский район)
Кузяево — село в Некоузском районе Ярославской области России. 
В рамках организации местного самоуправления входит в состав Некоузского сельского поселения, в рамках административно-территориального устройства относится к Новинскому сельскому округу.

## География
Расположено в 10 км на юго-запад от села Новинского и в 34 км на юго-запад от районного центра села Новый Некоуз.

## История
Церковь Преображения Господня была построена в 1839 году, престол был один во имя Преображения Господня. 
В конце XIX — начале XX века село входило в состав Кузяевской волости Мышкинского уезда Ярославской губернии.
С 1929 года село входило в состав Новинского сельсовета Некоузского района, с 1944 по 1959 год — в составе Масловского района, с 2005 года — в составе Некоузского сельского поселения.

## Население
| 1859 | 2002 | 2007 | 2010 |
| ---- | ---- | ---- | ---- |
| 195  | ↘5   | ↘0   | →0   |